# Stenfiskar
Stenfiskar (Synanceiinae) är en underfamilj i familjen drakhuvudfiskar som finns i tropiska delar av Stilla havet och Indiska oceanen.
Arterna har en gifttagg i ryggfenan med mycket starkt gift som kan vara dödligt för människor.
Stenfiskar har ett stort huvud med uppåtriktad mun. De är kamouflagefärgade och väntar på sina byten som kan vara nästan lika stor som stenfiskarna. Däremot är deras förmåga att simma inte välutvecklad.

## Systematik
Enligt det nyaste verket av zoologen Joseph S. Nelson från 2006 utgör stenfiskar en underfamilj i familjen drakhuvudfiskar (Scorpaenidae). Andra forskare ser, liksom Nelson i ett tidigare verk från 1994, stenfiskarna som självständig familj.
Enligt en fylogenetisk undersökning av Smith & Wheeler står stenfiskarna tydligen utanför skorpionfiskgruppen. De bildar däremot tillsammans med tre andra taxa (Tetraroginae, Aploactinidae och Pataecidae) en monofyletisk grupp som hittills saknar vetenskaplig beskrivning och namn.